# Gara Ezureni
Gara Ezureni este o stație de cale ferată care deservește Târgu Jiu, județul Gorj, România.